# Maquillaje

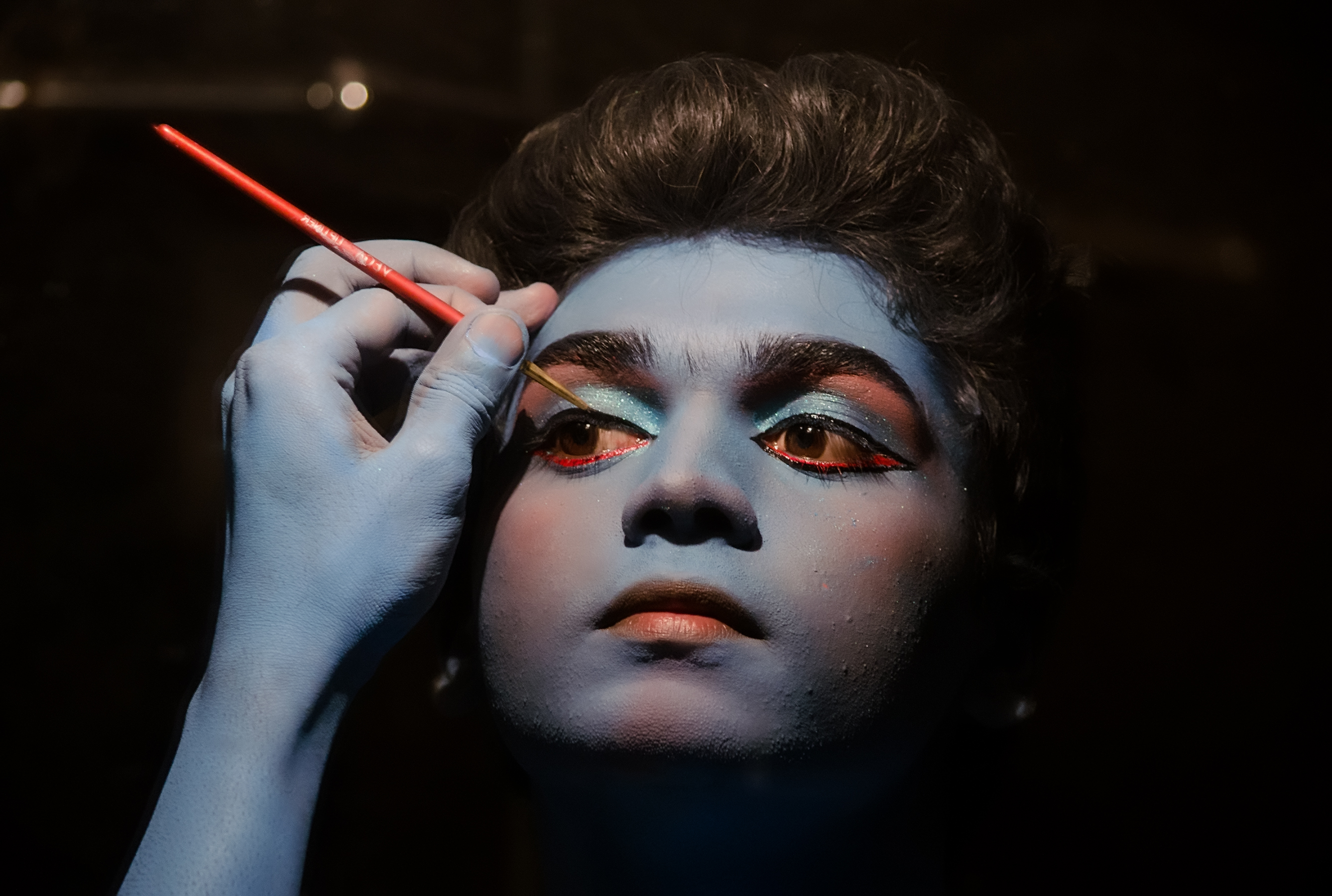
Artista maquillándose

El maquillaje es la práctica de decorar la piel y otras partes visibles del cuerpo para resaltarlas o mejorar su aspecto, apelando a productos cosméticos.
Por extensión, el término designa también los cosméticos que se emplean, tales como los lápices de labios, sombras de ojos, polvo facial, bronzer, iluminador o diamantina, base de maquillaje etc. con apoyo de diferentes instrumentos como brochas y esponjas.

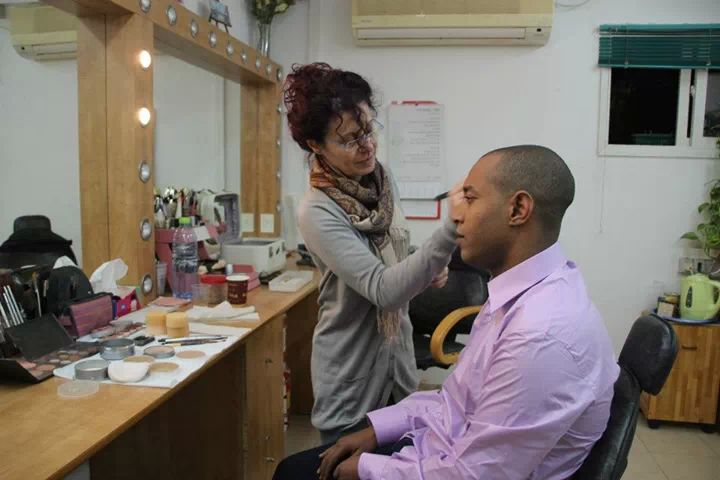
Maquillaje para televisión

En artes escénicas se emplea para caracterizar a los actores como el personaje que representarán, ya sea exagerar algún rasgo, deformar el rostro o simplemente partir de algo nuevo, así como para corregir las distorsiones producidas por la iluminación.

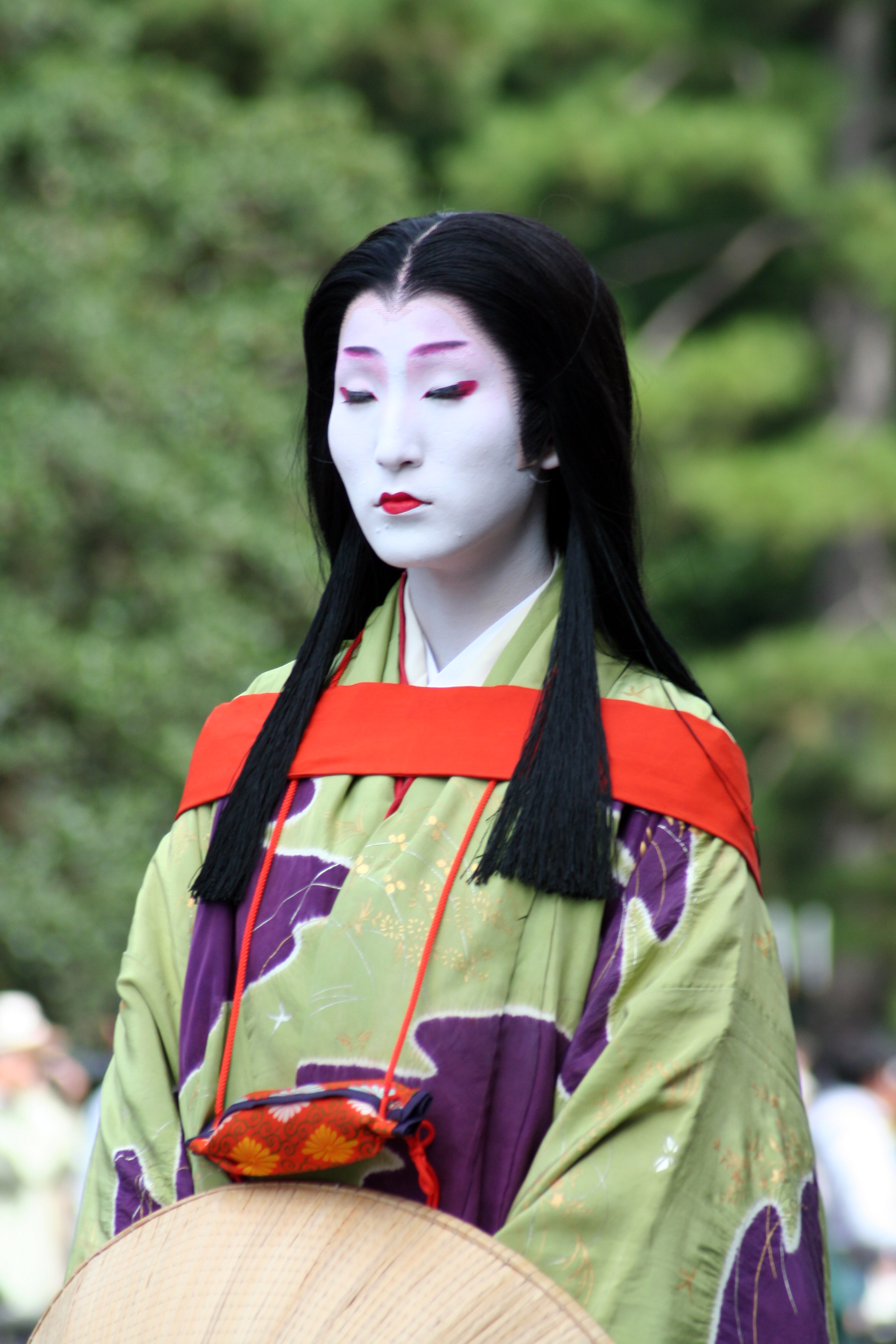
Maquillaje de geisha

Además de minimizar la pérdida de color, el maquillaje ayuda a crear al personaje y contribuye también a su caracterización exterior, adecuado a la apariencia física y a las exigencias del guion.  El maquillaje utilizado por los payasos es un ejemplo extremo de caracterización, que también se utiliza en fiestas, como el Carnaval.
Existen otros tipos de maquillaje como el maquillaje social, novias, fotográfico, editorial, efectos especiales y automaquillaje.
La persona que se dedica a maquillar se denomina como maquillista o maquillador y requiere de estudios previos como teoría del color, diseño de imagen y técnicas de aplicación. 
Historia del Maquillaje
El uso del maquillaje se remonta a la prehistoria, donde se utilizaba arcilla para decorar el rostro, aunque su propósito exacto es incierto. En el Paleolítico, las mujeres coloreaban partes de su cuerpo con tonos marrón rojizo. 
En el antiguo Egipto, tanto hombres como mujeres aplicaban polvos negros y verdes alrededor de los ojos, no solo por estética sino también por creencias espirituales y para protección. Cleopatra es un ícono representativo de esta época. 
Durante las civilizaciones griega y romana, el maquillaje estaba reservado principalmente para las cortesanas, quienes aclaraban su piel con albayalde y añadían color con mezclas de raíces.
Tipos de Maquillaje
Existen diversos estilos de maquillaje adaptados a diferentes ocasiones:
- Maquillaje de diario: Busca un efecto natural y favorecedor, ideal para el día a día.
- Maquillaje para eventos: Más elaborado que el diario, adecuado para ocasiones especiales, considerando si el evento es diurno o nocturno.
- Maquillaje de novia: Diseñado para resaltar la belleza en bodas, con énfasis en la durabilidad y fotografía.
- Maquillaje de noche: Más intenso y dramático, adecuado para salidas nocturnas.
- Maquillaje artístico: Enfocado en la creatividad, utilizado en desfiles, sesiones fotográficas o eventos temáticos.

## Elementos
Para el uso del maquillaje son necesarios diferentes instrumentos. Entre ellos se encuentran:
- Humectante para el rostro, que te ayuda a quitar el exceso de grasa en la cara.
- Prebase o primer para el rostro, ayuda a mejorar la piel y fijar mejor el maquillaje.
- Base, las cuales hay tanto en polvos como en líquido y sirven para uniformar el tono de piel.
- Corrector, ayuda a ocultar las imperfecciones y a destacar las fracciones de tu cara que desees. SH
- Brocha o esponja para aplicar todos los productos.
- Polvos, incluidos los coloretes, bronceadores,[5] polvos translúcidos, iluminador y base en polvo.
- Sombra de ojos y eyeliner o delineador de ojos.
- Gloss o lápiz labial (pintalabios).
- Delineador de labios.
- Delineador de ojos
- Rizador de pestañas.
- Máscara de pestañas
- Pestaña postizas.
- Cepillo de cejas.
- Pomada para cejas.
- Jabón de cejas.
- Lápices y sombras para colorear o rellenar las cejas.
- Pinzas de depilar.
- Depiladora facial.

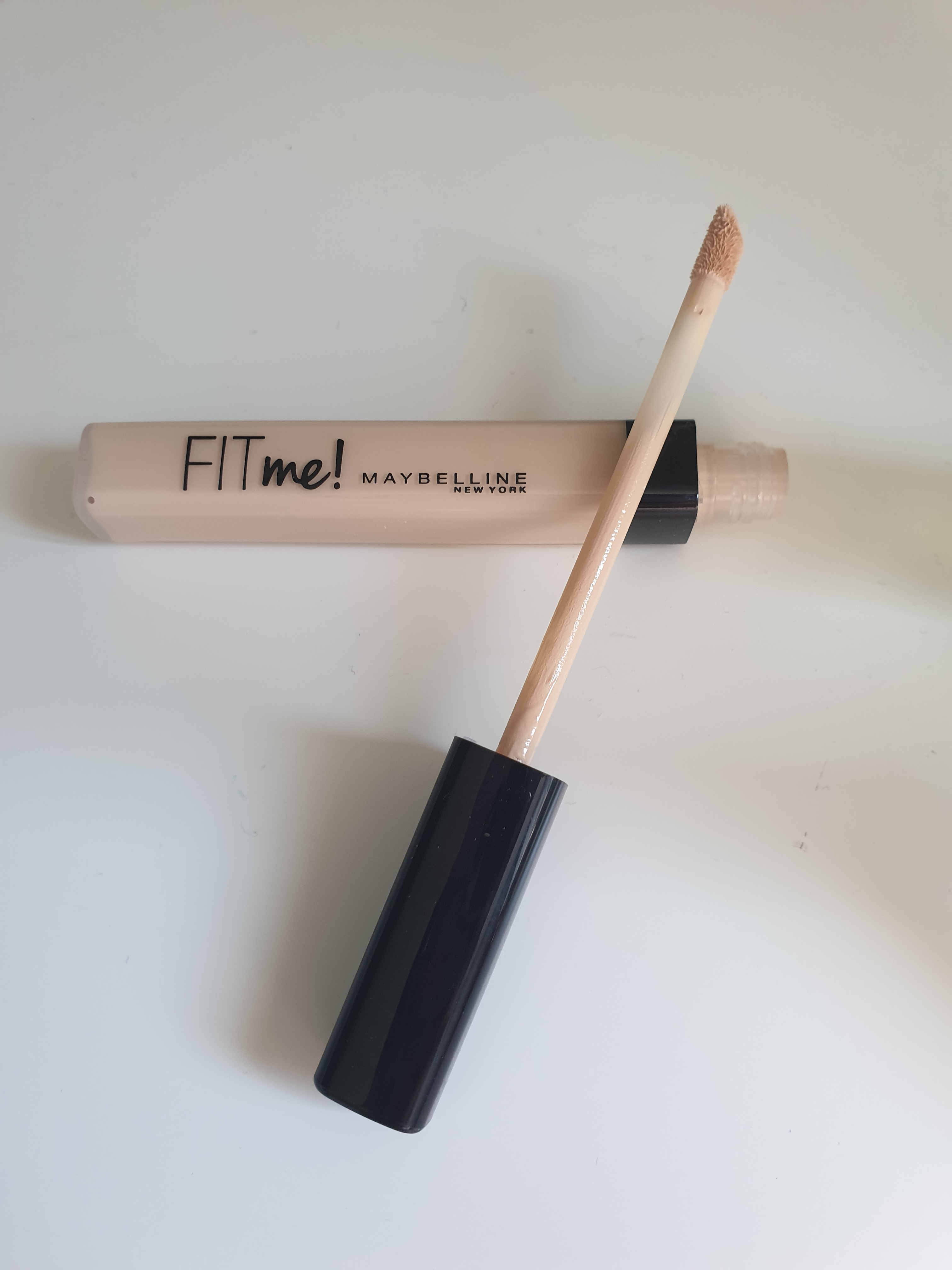
Corrector
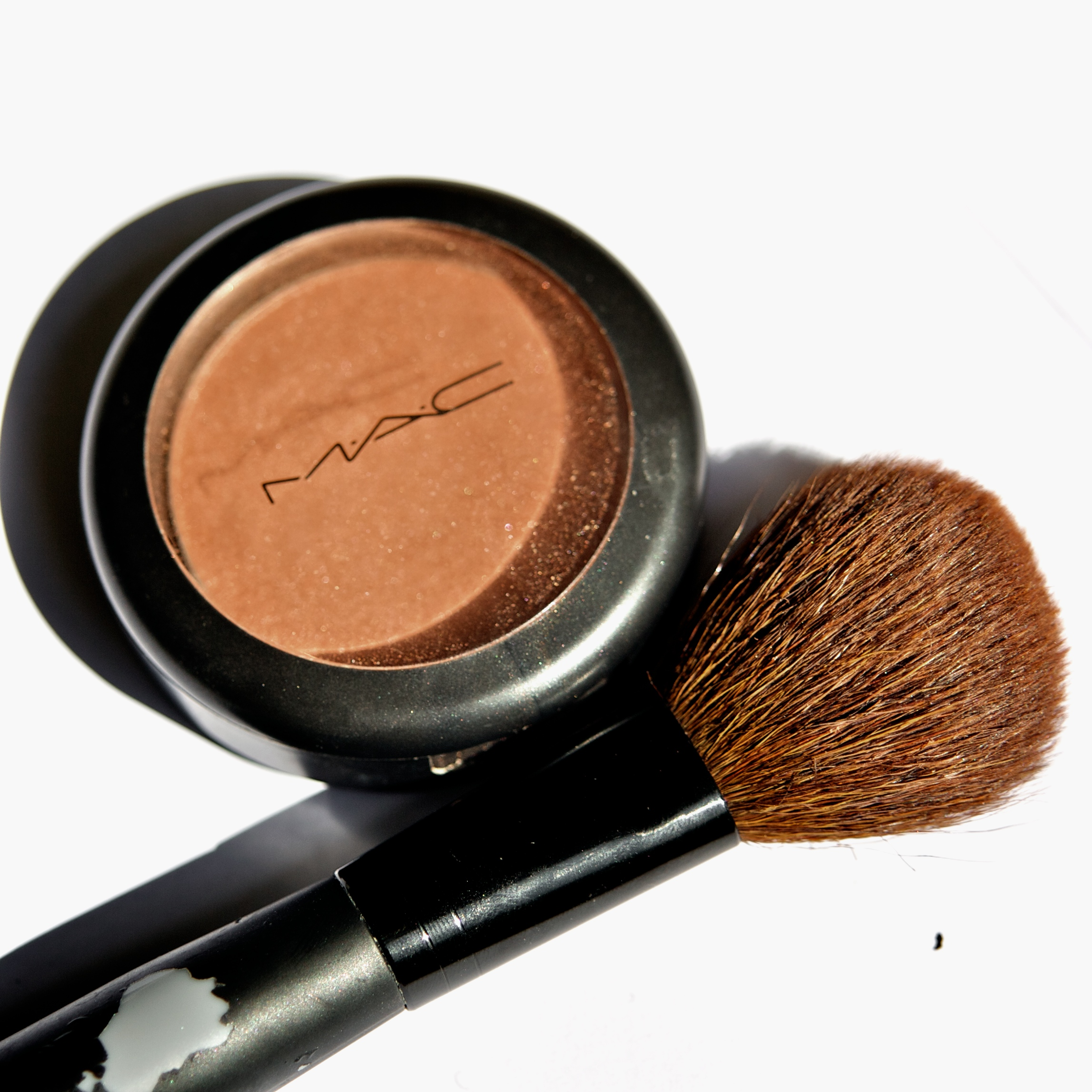
Sombra de ojos
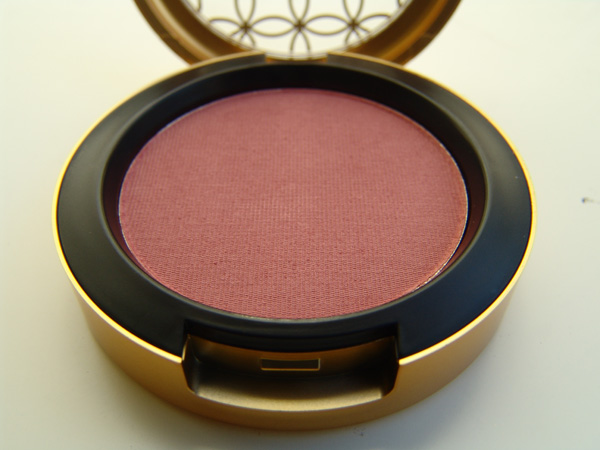
Colorete
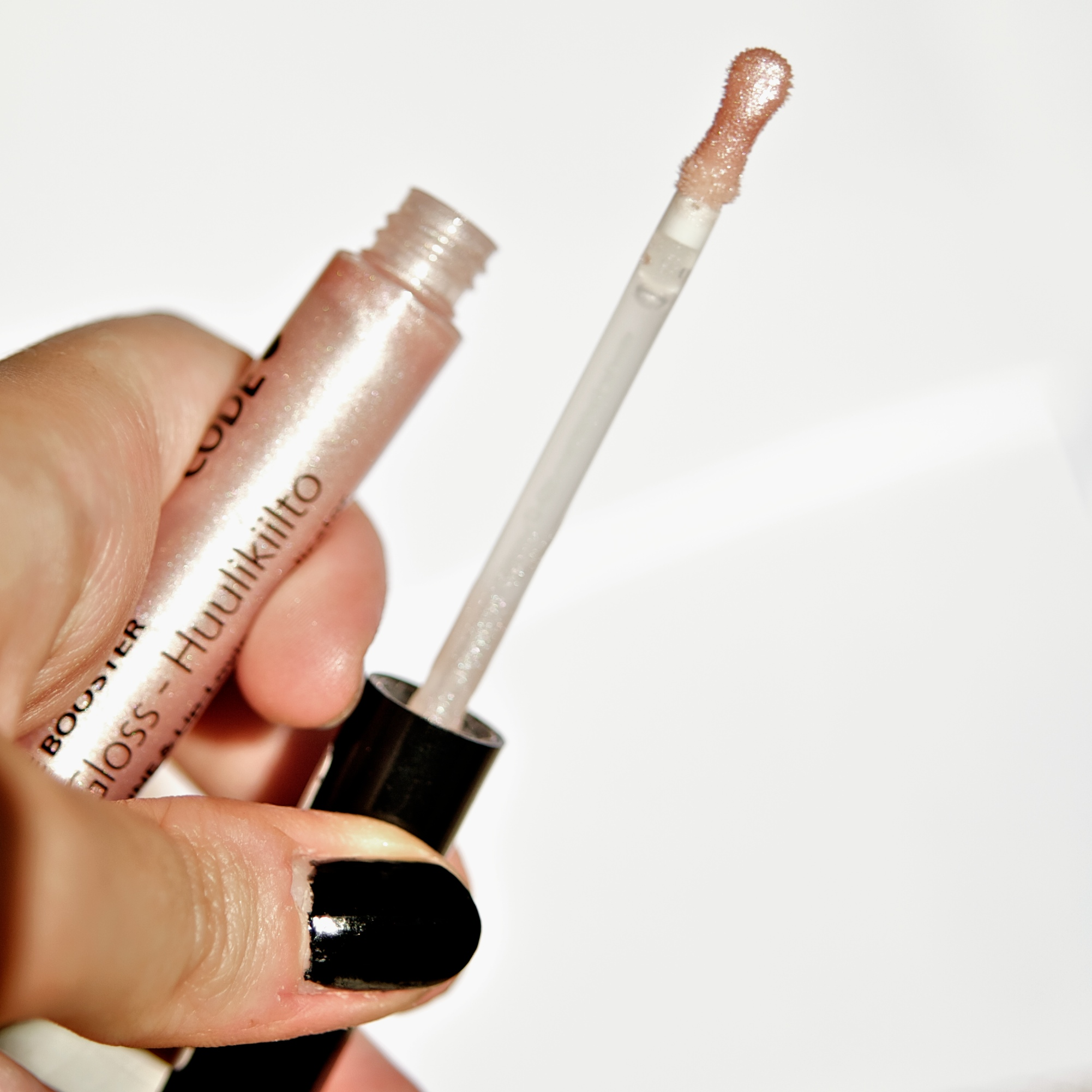
Brillo de labios rosa
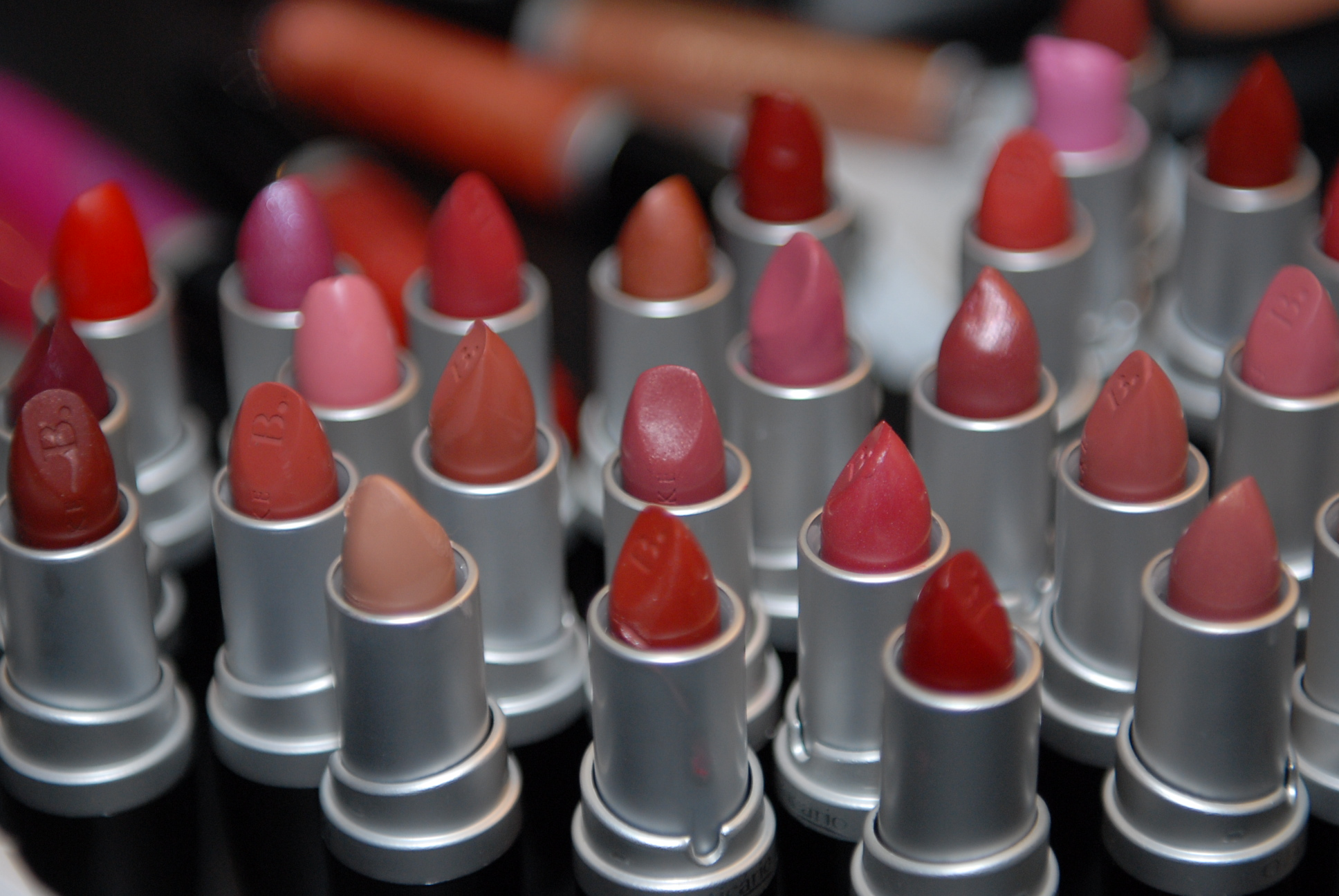
Pintalabios
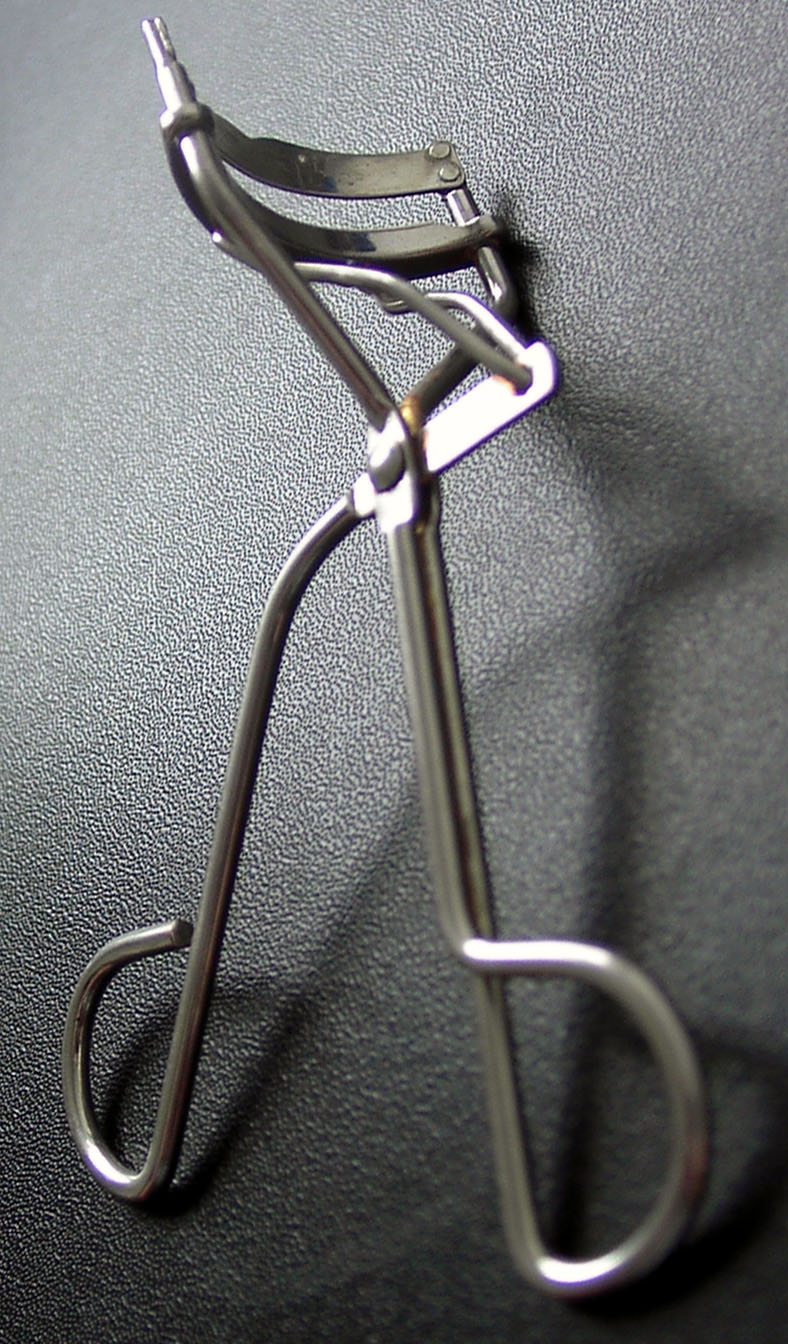
Rizador de pestañas
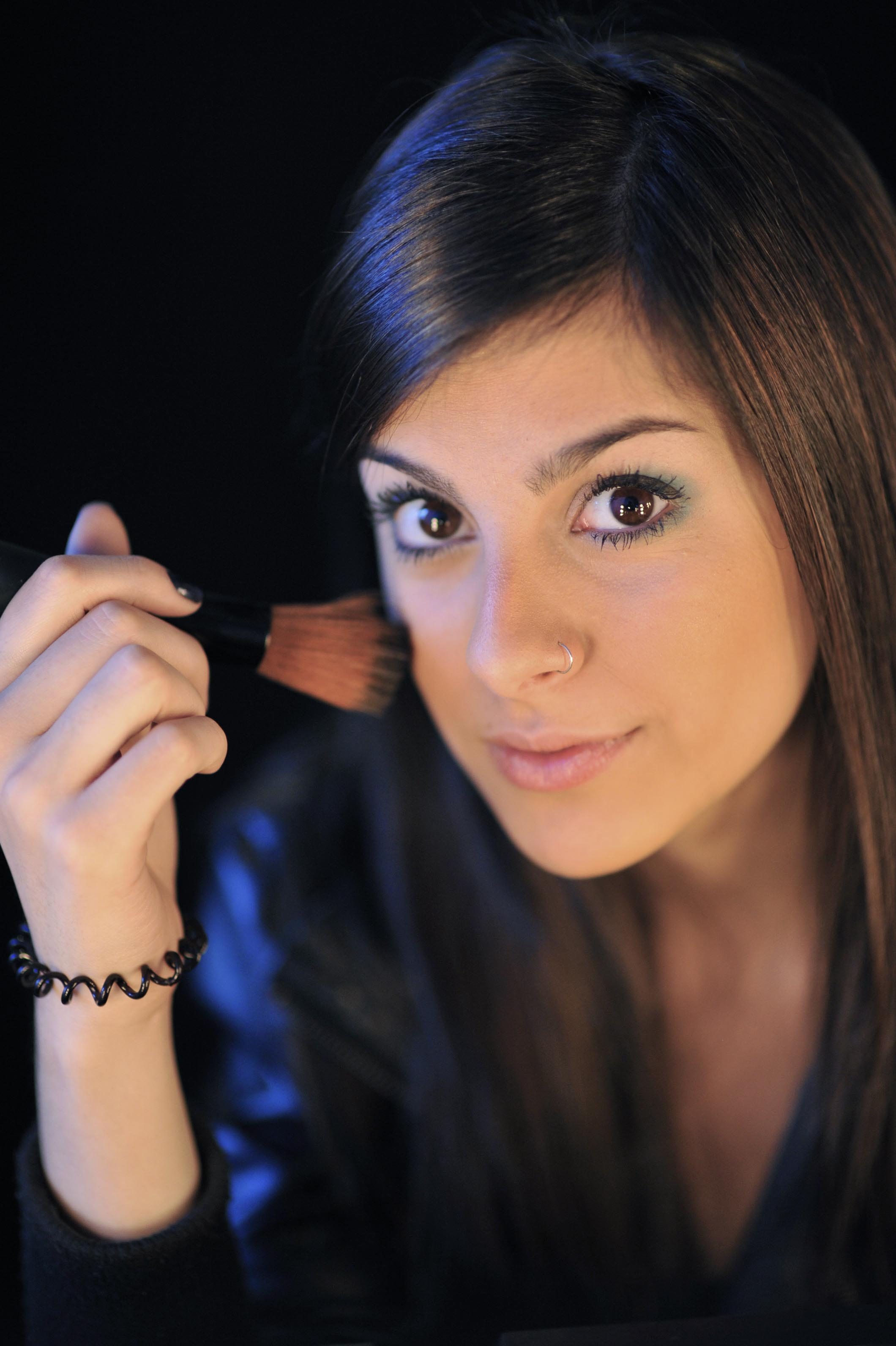
Brocha

## Técnicas usadas (para el rostro)
Al momento de hablar sobre técnicas es importante mencionar que no existe una regla o un procedimiento exacto, las técnicas se aplicaran en el orden que se acomode a cada quien y según sus gustos y necesidades.

### Contouring
Es la técnica donde se contornea el rostro usando correctores y bronceadores (en polvo o en crema). Esta técnica es usada para definir o resaltar pómulos, mentón, nariz, reducir frente o mentón o dulcificar mandíbula.

### Baking
Es el proceso de aplicar una cantidad generosa de polvos traslúcidos debajo de los ojos, zona maxilar y pómulos para lograr un acabado impecable y sin arrugas. La técnica tradicional utiliza una esponja húmeda para permitir que el polvo traslúcido se asiente durante 5 a 10 minutos para que se mezcle con la base y el corrector. Esta técnica sirve para lucir un efecto sin brillo o mate, así como una larga duración en la zona que se desea resaltar. 

### Strobing
La técnica con un aspecto natural para dar luz al rostro (no se aplica bronceadores), acentuando los puntos de luz como el arco de cupido, barbilla, nariz, pómulos y arco de las cejas, usando Iluminador en polvo, líquido o en barras. También podemos iluminar con correctores en acabado mate de tonos más claros que la piel a trabajar.

### Draping
El draping es una técnica similar al contouring, porque también consiste en esculpir el rostro, la diferencia es que en vez de hacerlo con sombra oscura, se realiza con rubor. El efecto que conseguimos con esta técnica son mejillas bien definidas. 
Para realizar el «draping» necesitaremos dos tonos de rubor de una misma gama de color, pero de distintas intensidades. Uno tendrá que ser más oscuro y otro más claro. 
Una vez que tenemos los dos rubores, tomamos el de tonalidad más oscura y la aplicaremos bajo los pómulos. Es importante que apliquemos poco y difuminemos bien para que se vea natural.
Luego, tomamos el rubor más claro y lo aplicamos desde el centro de la mejilla (las «manzanitas») extendiendo en dirección al pómulo, en una zona más alta que donde hemos aplicado el anterior color. De esta manera, colocaremos el tono más claro ligeramente por encima de la tonalidad oscura. Así crearemos un degradado de más claro a más oscuro.

### Whisking
La técnica del whisking consiste en mezclar varios productos para potenciar su efecto y obtener algo mejor, por ejemplo, añadir un poco de autobronceador a la crema de cuerpo para conseguir un falso dorado o combinar varios tonos de labial, para ganar dimensión en los labios. Abre un abanico de oportunidades inimaginables.
Consejos de Maquillaje
Para lograr un maquillaje impecable, considera los siguientes consejos:
1. Preparación de la piel: Limpia e hidrata tu rostro antes de aplicar cualquier producto para asegurar una aplicación uniforme.
2. Uso de prebase: Aplica una prebase para mejorar la duración del maquillaje y suavizar la textura de la piel.
3. Selección de productos según el tipo de piel: Para pieles secas, opta por productos en crema; para pieles grasas, elige fórmulas en polvo.
4. Aplicación del bronceador: Para esculpir el rostro, aplica bronceador en forma de "3" desde la frente, pómulos y línea de la mandíbula.
5. Cuidado de herramientas: Lava regularmente tus brochas y esponjas para evitar la acumulación de bacterias que puedan afectar la piel.
6. Corrección de errores comunes: Evita aplicar demasiadas capas de máscara de pestañas y asegúrate de difuminar bien las sombras para un acabado profesional.